# 冷斋夜话
《冷斋夜话》（简称《夜话》）通行本十卷。北宋僧人释惠洪撰。其保存了大量珍贵史料，流传甚广。作者惠洪（1071-1128），筠州高安（今属江西）人，俗姓喻，字觉范，又名德洪，别号甘露灭、冷斋、俨或老俨。其人工诗能文，著述丰富。《夜话》的性质，学术界的归类不一。《历代诗话》、《历代诗话续编》未收入，显然未将之归入诗话一类。郭绍虞先生《宋诗话考》收入，将其认定为诗话。《全宋笔记》收入，整理者黄宝华先生认为是诗话性质的笔记。其论诗的条目较多，与诗话还是有明显的区别，归为笔记，当更恰当。

## 时代背景[4]

### 政治背景
趙匡胤在陳橋驛（在開封東北四十里）組織兵變，代周自立，建立了北宋王朝。北宋建國後將近二十年間，利用武力和外交的手段，吞併了南方的幾個獨立王國，和建都在太原的北漢。但版圖小於漢、唐，燕雲十六州終未能收復，與邊疆民族遼和西夏政權衝突不斷。北宋初期為了防止中晚唐以來藩鎮武力割據的政治局面重演，各種中央集權制度的建立，在維護封建統治階級的既得利益同时，也客觀上使當時人民有比較安定的環境來從事農業、手工業的生產，從而促進社會經濟的繁榮，並有利於宋代文學藝術的高度發展。北宋王朝在防範武人跋扈方面收到了成效，然而同時也大大削弱了軍隊的作戰能力。加以北宋歷朝皇帝對武將的猜忌，在邊疆有事時每派宦者監軍，多方牽制。對外戰爭的失利，這就使北宋比之我國歷史上的其他統一王朝表現得特別軟弱。为選拔官僚，北宋還進一步發展了隋唐以來的科舉制度。這就使中小地主階級的士子，有更多的機會參加政權。它也使更多士子“一經皓首”，畢精神於無用之地。宋初科舉承唐五代餘風，偏重詩賦，到仁宗以後，就更重策論。文人執掌政權和當時科舉制度密切相關。由於軍隊的缺乏作戰能力和對外戰爭的接連失敗，北宋王朝每年要向遼和西夏交納銀絹，使國內人民主要是農民階級，在徭役、賦稅的沈重負擔之下，還兼受遼、夏貴族的剝削。
在內憂外患之下，到宋仁宗即位以後，促使一部分正視現實的文人如范仲淹、歐陽修等，從維護封建統治階級的利益出發，提出了厚農桑、減徭役等改良政治的主張，企圖以此緩和國內的階級矛盾。他們的政治主張遭到保守派的反對，這就是慶曆黨爭。宋神宗即位，新黨王安石的變法運動开始。熙寧元年(1068)王安石在朝廷裏全面主持變法。反對變法的臣僚如文彥博、富弼、司馬光、蘇軾等，紛紛被貶謫或自求外放。蘇軾先是自求外放，既而因“烏台詩案”被貶黃州（1079）。神宗英年早逝(1085)，十岁幼子哲宗继位，太皇太后高氏垂簾聽政。哲宗元祐元年(1086)高氏全面起用舊黨、排擠新黨。元祐八年(1093)高氏去世，哲宗親政。哲宗憤恨垂簾期間自己形同傀儡，遂棄舊黨而起用新黨，帶來政局的再一次動盪。后宋徽宗即位，崇寧元年（1102）親政後，迅速改變政治面目，禁毀「元祐學術」與豎立「元祐黨人碑」，對舊黨實施了更大規模、更為嚴重的政治迫害。在此黨禁時期，惠洪卻仍與元祐黨人黃庭堅、張商英、陳瓘等名士往來唱酬，雖獲罪發配海外，終仍不悔。宣和七年（1125）金兵南侵愈烈，徽宗讓位於欽宗。欽宗即位後即貶斥蔡京等人，才廢除“元祐黨禁”。

## 成书过程
陈新《夜话》点校说明：“卷十最后一条记蔡卞之死。蔡卞死于政和末年（1118），当是本书著作时简单的下限”。张伯伟亦称：“《夜话》卷十记蔡卞死事，蔡卒于政和末年（1118），此书当完成于其后”。
据周裕锴先生考证，宣和三年（1121）初夏，惠洪在长沙，与《彦周诗话》作者许顗“所住开轩相对”，多有唱和交流，惠洪听从许顗意见，删去“诗至李义山”句发生在此间，《夜话》成书也在本年。陈自力亦称：“许顗所谓‘觉范作《夜话》’，当指惠洪对此书进行修缮定稿。惠洪于宣和三年（1121）移居南台寺，当时许顗正在潭州，《夜话》的定稿当在此年”许顗《彦周诗话》云：洪觉范在潭州水西小南台寺。觉范作《夜话》有曰：“诗至李义山，为文章一厄”。仆至此蹙额无语，渠再三穷诘，仆不得已曰：“夕阳无限好，只是近黄昏”。觉范曰：“我解子意矣”。实时删去。今印本犹存之，盖已前传出者。由此可知在宣和三年（1121）《夜话》已经刊印。
又《诗话总龟前集》卷十九《纪实门》下引《夜话》一则：“唤起窗全曙，催归日未西。无心花里鸟，更与尽情啼。”余儿时每哦此诗，了不解其意。此处引文中“年五十八”为惠洪自指，也就是宋高宗建炎二年（1128）。然而另有《五百家注昌黎文集》：“鲁直云：‘吾儿时每哦此诗，而了不解其意，自出峡来，吾年五十八矣，时春晓，偶忆此诗，……”《唐音癸签》卷二十：“韩退之诗：‘唤起窗全曙，……’山谷曰：吾每哦此诗，而了不解其意。自谪峡川，时春晚，忆此诗方悟之。”皆称“不解其意”、“年五十八”等语出自黄庭坚。黄庭坚生于1045年，五十八岁即1104年。
故《夜话》初成于政和末年（1118）前后，至宣和三年（1121）时已有印本行世，但内容仍在不断增删调整，何时最后“定稿”，尚无法确定。

## 版本源流

### 流传版本
《夜话》版本众多，版本间源流不清，而且个版本差异较大。目前可见的最早版本是刊刻于元至正三年（1343） 的《夜话》残卷孤本，藏于中国国家图书馆，现仅存八卷（1-6、8-9），八卷内又有残缺，《北京图书馆古籍善本书目》1402和《中国古籍善本书目》528有著录。《中国丛书综录》著录现存完整十卷本《夜话》11种：《稗海》本（万历本、康熙重编补刊本、乾隆修补重订本），《津逮秘书》本（汲古阁本、景汲古阁本）、《四库全书》本、《学津讨原》本（嘉庆本、景嘉庆本）、《笔记小说大观》本、《殷礼在斯堂丛书》本、《丛书集成初编》本。
此外，故宫藏有《夜话》元明时期刻本，据《钦定天禄琳琅书目》等著录，乾清宫昭仁殿“天禄琳琅后编”藏书中鉴藏两部元刊本《夜话》，可惜后来天禄琳琅藏书多有散失，这两部《夜话》去向不明。故宫博物院还藏有一部《夜话》，收入海南出版社《故宫珍本丛刊》474册，已影印出版。
日韩等国家亦有多个版本的《夜话》流传，严绍璗《日藏汉籍善本书录》著录日本现存《夜话》版本：
元至正癸未（1343年）三衢石林叶敦刊本共二册。
静嘉堂文库藏本 原郑杰 陆心源皕宋楼等旧藏。
日本十五世纪有《冷斋夜话》十卷。
明正天皇宽永年间（1624-1644）京都樱町有活字刊印本《冷斋夜话》十卷。
明正天皇正保二年（1645年）刊印《冷斋夜话》十卷。此本有灵元天皇宽文六年（1666） 及八年（1668）后印本。
光格天皇文化年间（1804- 1817）刊印《冷斋夜话》十卷。
卞东波等人检索收有日本35所学术机构藏书目录的“日本所藏中文古籍资料库”，发现流传版本更多，如，旧称镰仓时代（1185-1333）末期刊本（即五山版）、江户初期活字本、天保二年（1831） 刊本等，近藤元粹编《萤雪轩丛书》第九卷亦收入《夜话》十卷。古朝鲜一带也有《夜话》流传的记载，巩本栋《关于汉籍东传的研究》：例如宋释惠洪的《筠溪集》《甘露集》和《冷斋夜话》，朝鲜时代的各种书目都未著录，我们却可以从高丽李仁老的《破闲集》中寻到是书传入东国的痕迹。……而《冷斋夜话》，不但李仁老在《破闲集》中曾论及，金昌协《农岩集》卷三十四《杂识》外篇也谈到过。

### 各版特点
早在清末民初，五山版《夜话》就被中国学者发现。1912年7月，董康、罗振玉逢日本书坊嵩山堂出售五山版《夜话》，借来请王国维对校《津逮秘书》。有多位学者指出五山版《夜话》源出元本，王国维先生称其“当自元本出”（给缪荃孙信），“其源当出元刊”（校对识语，见于《殷礼在斯堂丛书》），内藤湖南亦称之“室町时代覆元本”。五山版《夜话》较明清版本更完整，但也不是最完整的版本。《类说》收录的《二禽名》等六条“未见于《夜话》今传本，即指流传较广的明清版本，而五山版亦未见此六条目，可见也有缺失。
诸本之中，国家图书馆藏《夜话》残卷年代最早，可惜只剩残卷。《故宫珍本丛刊》收录故宫现存的一部《夜话》，称为“元至正三年（1343） 刻本”，实为明前中期刻本。早于明后期的《稗海》本和《津逮秘书》本，部分保存宋元旧本原貌，具有一定价值。
明清版本中，明代毛晋《津逮秘书》本、商浚《稗海》本和清代《四库全书》本流传较广。其中前两者现在流传较广，影响较大，但古今学者对此三本评价都不高。
各版本差异中有详细论述。

## 文学思想
《冷斋夜话》继承中国古代传统的文学思想，又有许多独特的识见。惠洪是北宋著名诗僧，一生作诗数千首，与当时文学家苏轼、黄庭坚、李之仪、秦观、李格非等关系密切。所著《冷斋夜话》具体完整地阐释了江西诗派“夺胎换骨”的著名理论，被当代学者广泛关注。个别学者还论及其以禅喻诗、杜甫诗论等，但至今未有相对全面阐述其文学思想的著述。

### 文气论
关于文气论。惠洪认为，诗文创作如果以气灌注，不论何种题材，都可以有感人的艺术魅力。其论范仲淹诗云：范仲淹少时求为秦州西溪监盐，其志欲吞西夏，知用兵利病耳。而廨舍多蚊蚋，文正戏题其壁曰：“饱去樱桃重，饥来柳絮轻。但知离此去，不用问前程。”虽戏笑之语，亦恺悌浑厚之气逼人，况其大者乎！（《冷斋夜话》卷五）又谓黄庭坚诗，由于大气贯注，所以格高意远：山谷在星渚，赋《道士快轩》诗，点笔立成，其略曰: “吟诗作赋北窗里，万言不及一杯水，愿得青天化为一张纸”，想见其高韵，气摩云霄，独立万象之表。笔端三昧，游戏自在也。（《冷斋夜话》卷五）反之，如果乏气，就难以写出打破世俗禁忌的精彩诗篇：“今人之诗例无精彩，其气夺也。” （《冷斋夜话》卷四）
又论陶渊明诗：东坡每曰古人所贵者，贵其真。陶渊明耻为五斗米屈于乡里小儿，弃官去，归久之，复游城郭，偶有羡于华轩。（《冷斋夜话》卷一）苏东坡认为，陶渊明诗歌之所以取得极高成就，关键在于字里行间充溢着真诚的人格精神。惠洪在此基础上发挥道：李格非善论文章，尝曰诸葛孔明《出师表》、刘伶《酒德颂》、陶渊明《归去来辞》、李令伯《陈情表》，皆沛然从肺腑中流出，殊不见斧凿痕。是数君子在后汉之末、两晋之间，初未尝以文章名世，而其词意超迈如此，吾是知文章以气为主，气以诚为主。故老杜谓之“诗史”者，其大过人在诚实耳。诚实著见，学者多不晓。（《冷斋夜话》卷三）文气是作家内在生命精神的体现，赋予气以“诚”的内涵，这是惠洪对文气的独特领悟。

### 游戏三昧
“游戏三昧”是禅宗语言，＂游戏＂指自在无碍，昧＂指＂正定＂，即不失定意，意谓习禅悟道达到无任何束缚，超然自在的境界。惠洪将它引用到诗歌范畴内，《冷斋夜话》云：舒王宿金山寺赋诗，一夕而成长句，妙绝。如曰：“天多剩得月，月落闻津鼓。”又曰“乃知像教力，但渡无所苦”之类，如生成。惠洪认为创作诗歌要秉持＂游戏＂的态度，自由随性、轻松自在的心态。不要刻意追求形式，拘泥苦涩技巧，否则只会陷入＂疲费精力＂，同时要追求＂三昧＂，使诗歌展现出超脱自在、洒脱无碍、自然圆融、浑然天成的境界。而要达到＂三昧＂境界，就必巧注重诗歌句法，要注意诗句字词的运用，以免影响诗歌整体意味，要注意方言、典故的使用，使诗歌更圆融自然。

### 妙观逸想
惠洪首创＂妙观逸想＂说：诗者妙观逸想之所寓也，岂可限以绳墨哉？如王维作《画雪中芭蕉》诗，法眼观之，知其神情寄寓于物，俗论则讥以为不知寒暑。荆公方大拜，贺客盈门，忽点墨书其壁曰：“霜筠雪竹钟山寺，投老归欤寄此生。”坡在儋耳作诗曰：“平生万事足，所欠惟一死。”岂可与世俗论哉？予尝与客论至此，而客不然予论，予作诗自志，其略曰：“东坡醉墨浩琳琅，千首空余万丈光。雪里芭蕉失寒暑，眼中骐骥略玄黄”‘妙观’是释家的认知范畴，主体以智慧之心、对世界作神秘的、直觉的、超越常规的关照。＇妙观’指创作过程中自由自在、洒脱不羁、变化无碍的审美构思。＂妙观逸想＂的外在表现是＂奇＂。＂奇＂代表独特，与众不同，也就是违背常态、常规、常理。而这种违反常理的观照却表现自由洒脱的人生追求，即“逸想”。

### 换古夺胎
江西诗派重要的理论之一“夺胎换骨”首次较为完整地出现在这一诗话首卷。惠洪肯定黄庭坚提出的“换骨夺胎”法：诗意无穷而人才有限,以有限之才追无穷之思，虽渊明、少陵不得工也。不易其意而造其语，谓之换骨法。然不易其意而造其语，谓之换骨法；窥入其意而形容之，谓之夺胎法。这句话首先说明了“夺胎换骨”法的起因，也是作用，即以此法来弥补有限之才追求诗意无穷，不得其工之弊。随后对“夺胎换骨”之法的概念作了界定

## 延伸阅读
- 国学导航－冷斋夜话（页面存档备份，存于）（繁體中文）